# Maria Antonia von Branconi

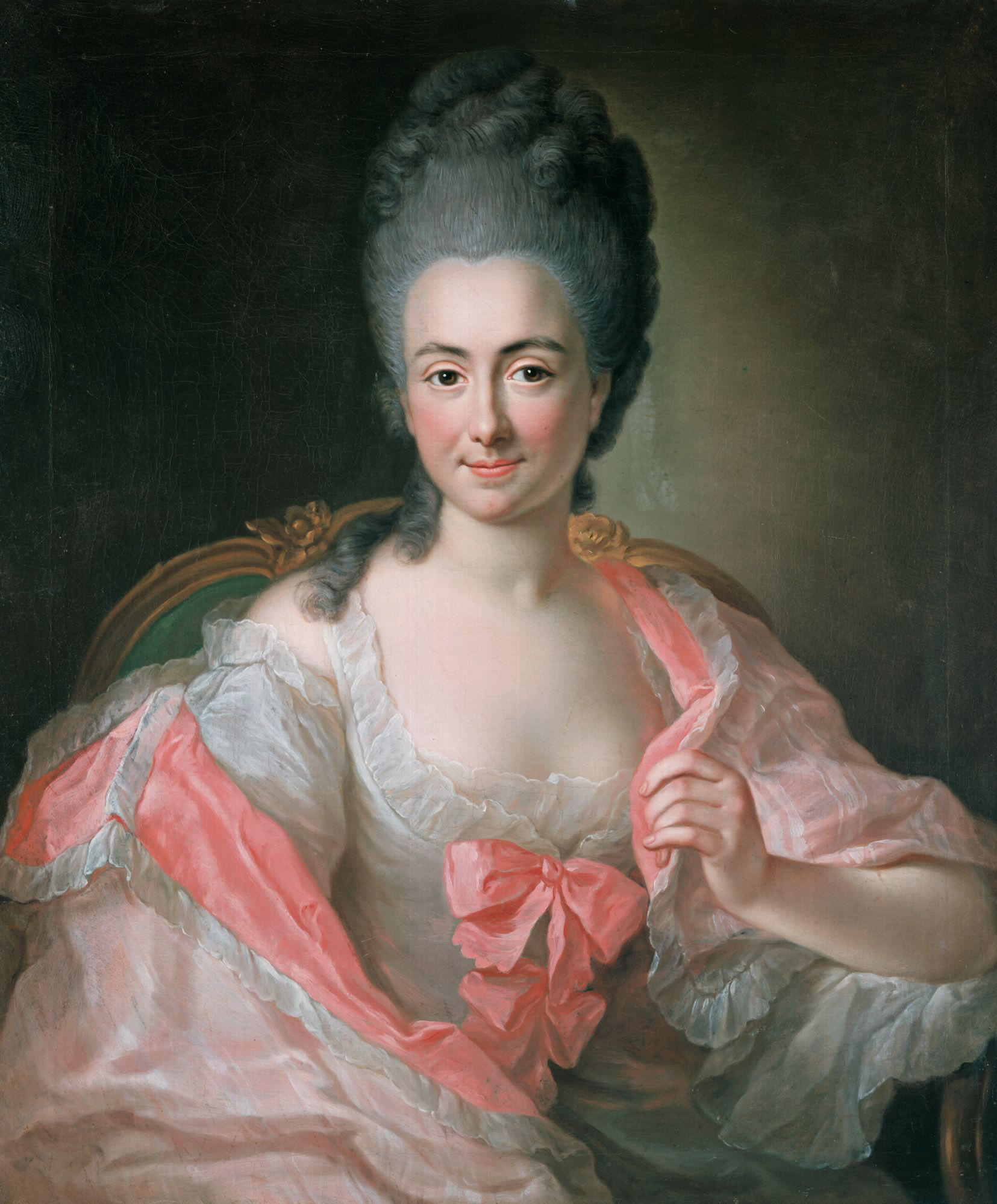
Maria Antonia von Branconi 1770.

Maria Antonia von Branconi, född Elsener 27 oktober 1746 i Genua, död 7 juli 1793 i Abano, var mätress till hertig Karl Vilhelm Ferdinand av Braunschweig-Wolfenbüttel mellan 1766 och 1777. Hon var en vän till Johann Wolfgang von Goethe. Branconi var av sin samtid kallad för Tysklands vackraste kvinna. 
Hon var dotter till tysk-italienska föräldrar och växte upp i Neapel. Hon gifte sig vid tolv års ålder med den kungliga tjänstemannen Francesco de Pessina Branconi och blev 21 oktober 1766 änka med två barn, en son och en dotter. I november 1766 mötte hon Braunschweigs tronföljare, som efter sitt giftermål 1764 befann sig på studieresa genom Europa, och inledde ett förhållande med honom. Hon följde honom sedan tillbaka till hovet i Braunschweig, där hon blev hans officiella mätress. Paret fick ett barn, Karl Anton Ferdinand (1767-1794). 
Branconi bodde i sitt eget palats på Wilhelmstrasse, där hon förde ett aktivt sällskapsliv. År 1774 blev hon och hennes två barn med maken adlade av kejsar Josef II till "von Branconi". Förhållandet med Karl avslutades då han 1777 inledde ett förhållande med Luise Hertefeld. Branconi gjorde sedan flera resor och levde i Paris mellan 1787 och 1791. Hon fick en son, Jules Adolph Marie i en ny relation 1788. 
Branconi uppträtthöll kontakt med professorerna vid Braunschweigs universitet, bland andra Johann Joachim Eschenburg och Johann Arnold Ebert. Hon var också bekant med poeten Johann Wilhelm Ludwig Gleim, författaren Sophie von La Roche och filosofen och författaren Johann Caspar Lavater och brevväxlande från 1780 med Johann Wolfgang von Goethe.